# 第四大和川橋梁
第四大和川橋梁（だいよんやまとがわきょうりょう）は、大阪府柏原市の大和川に架かる西日本旅客鉄道（JR西日本）関西本線（大和路線）の鉄道橋。

## 概要
第四大和川橋梁は、河内堅上駅の少し東、奈良県との境に近い亀の瀬渓谷を縫うように、川の流れ方向に対して30度斜めに、半径400mでカーブしながら架かっている。
全体の橋長は約230 mあり、基本構造は上下線が別々の12連の鋼製上路式鈑桁（上り線には13番目のコンクリートビーム桁がある）と鉄筋コンクリート製橋脚・桁受け用橋台からなる。 カーブしながら架かるため、橋脚が細かいピッチで配置され、かつ、建設の難しい北岸の川岸に近い岩場を避け、川の流れと南岸の国道に支障しないよう橋脚が配置されている。そのため一部の鈑桁は桁受け用鈑桁（2箇所）と桁受け用トラス（1箇所）を介して取り付けられた珍しい構造となっている。

### 主な特徴

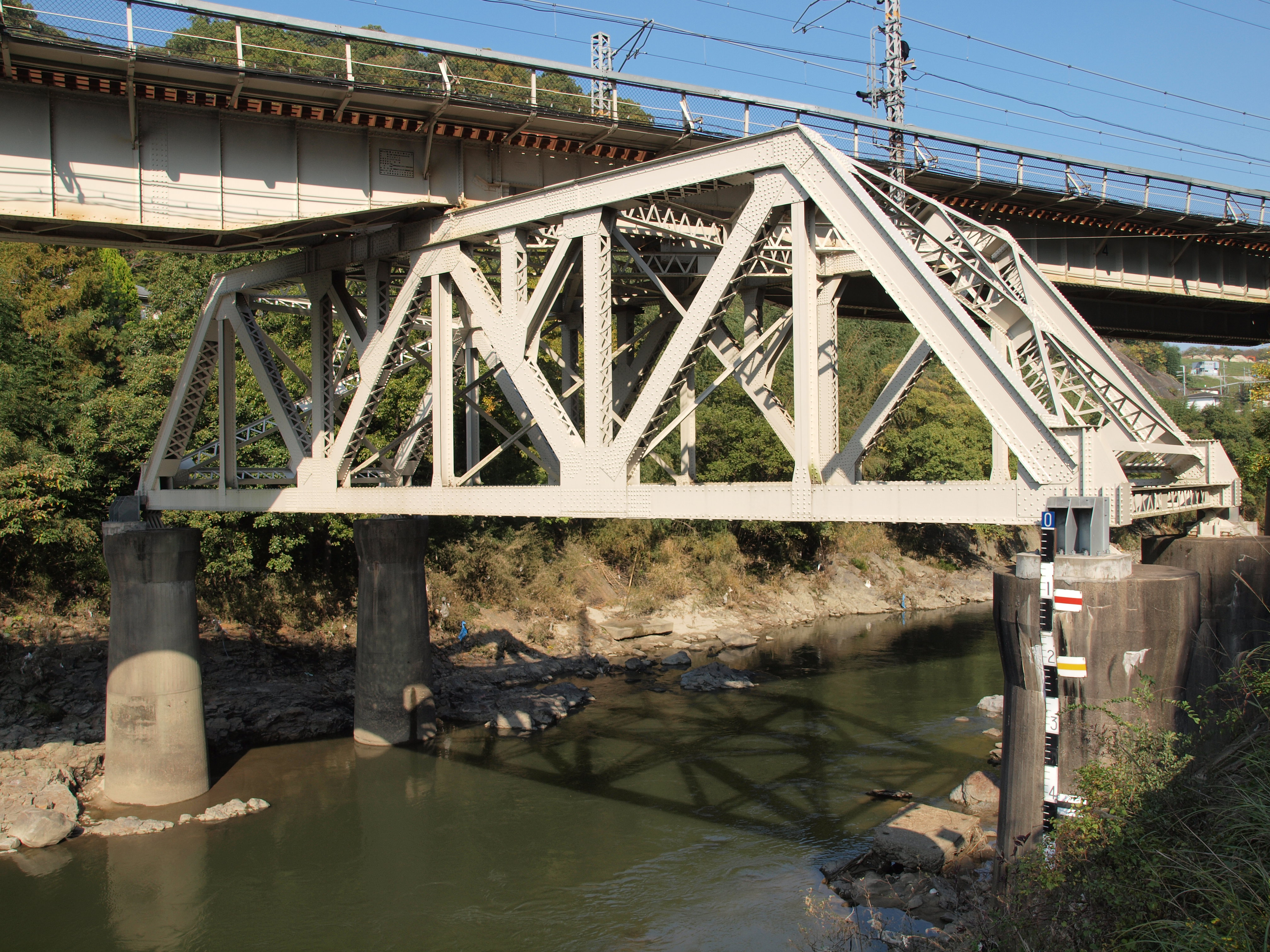
桁受け用トラス

- 一番の特徴である桁受け用トラスは、支間30 m、構中心10.0 m、重量144.071 トンのワーレントラスで下路式トラス橋のような姿をしている。4番目と6番目の上下線鈑桁の片側を支え、トラス上に短い5番目の鈑桁が乗っている。
- 三郷駅方の桁受け用橋台と1番目の鈑桁はトンネル出口の延長部分（落石覆い）にかかっている。
- 2番目と3番目の鈑桁が国道25号線を斜めに跨いでおり、2番目と3番目の鈑桁の間に桁受け用鈑桁が架かっている。
- 7番目と8番目の鈑桁の片側は2列に並べた桁受け用鈑桁上に乗っている。
- 12番目の鈑桁の下を旧竜田越奈良街道が通っている。

## 主要諸元
- 形式：上路プレートガーダー橋 （桁受けトラスあり）
- 橋長：233 m
- 径間数・支間 ：上り…13径間、下り…12径間、最大支間長35.24 m（下り6番目）
- 設計：鉄道省
- 管理：西日本旅客鉄道（JR西日本）
- 位置：大阪府柏原市国分東条町 - 柏原市峠 （関西本線 三郷駅 - 河内堅上駅間）

## 歴史
本橋梁は昭和6年（1931年）から翌年にかけて起こった亀の瀬地すべりの影響で崩壊した亀ノ瀬トンネルの代替ルートの一部として昭和7年（1932年）7月に着工し、突貫工事で建設され、12月31日に開通している。
2019年に第三大和川橋梁と共に「関西本線三郷～河内堅上間橋梁群」として、土木学会選奨土木遺産に選ばれる。